# Josephte Dufresne
Josephte Dufresne (* 9. Januar 1929 in Trois-Rivières/Québec; † 7. Februar 1995 in Québec) war eine kanadische Pianistin und Musikpädagogin.

## Leben
Dufresne begann ihre Klavierausbildung in ihrer Heimatstadt und setzte sie in Montreal bei Jean-Marie Beaudet fort. Als Gewinnerin eines Prix d'Europa studierte sie ab 1950 in Paris bei Yves Nat. 1955 kehrte sie nach Montreal zurück und trat im kanadischen Hörfunk und Fernsehen in Rezitals und Konzerten auf. Ihr besonderes Interesse galt den Werken kanadischer Komponisten. So spielte sie die Uraufführung von Jean Papineau-Coutures Pièce concertante no. 1, das dieser ihr gewidmet hatte und stellte 1967 in dreizehn halbstündigen Rezitals bei der CBC Werke von mehr als sechzig kanadischen Komponisten vor.
Neben zahlreichen Konzerten in Québec hatte sie Auftritte u. a. in Paris und anderen französischen Städten und in den USA. Als Klavierbegleiterin mehrerer Sänger wirkte sie an Opernproduktionen im Fernsehprogramm der CBC mit und unternahm Konzerttourneen mit anderen Instrumentalisten und mit Sängern, darunter mit Claire Gagnier. Ab 1967 war sie Professorin am Conservatoire de Hull. Von 1972 bis 1978 war sie dessen stellvertretende Direktorin, von 1980 bis 1984 dessen Direktorin. Dufresne war mit dem Dirigenten Jean-Yves Landry verheiratet.